# Hiroki Mizumoto
Hiroki Mizumoto (jap. 水本 裕貴, Mizumoto Hiroki; * 12. September 1985 in Ise, Präfektur Mie) ist ein japanischer Fußballspieler.

## Karriere

### Verein
Mizumoto erlernte das Fußballspielen in der Schulmannschaft der Mito High School. Seinen ersten Vertrag unterschrieb er 2004 bei JEF United Ichihara (heute: JEF United Chiba). Der Verein spielte in der höchsten Liga des Landes, der J1 League. 2005 und 2006 gewann er mit dem Verein den J.League Cup. Für den Verein absolvierte er 76 Erstligaspiele. 2008 wechselte er zum Ligakonkurrenten Gamba Osaka. Für den Verein aus Osaka absolvierte er sieben Erstligaspiele. Im Juni 2008 wechselte er zum Ligakonkurrenten Kyoto Sanga FC. Für den Klub stand er 85-mal in der ersten Liga auf dem Spielfeld. 2011 unterschrieb er einen Vertrag bei Sanfrecce Hiroshima. Mit dem Verein wurde er 2012, 2013 und 2015 japanischer Meister. Für den Verein absolvierte er 235 Erstligaspiele. Im August 2019 wechselte er auf Leihbasis zum Ligakonkurrenten Matsumoto Yamaga FC. Für den Verein absolvierte er 13 Erstligaspiele. 2020 wechselte er ebenfalls auf Leihbasis zum Zweitligisten FC Machida Zelvia. Für den Verein aus Machida stand er 41-mal in der Liga auf dem Spielfeld. Nach der Ausleihe wurde er von Zelvia im Februar 2021 fest unter Vertrag genommen. 2021 absolvierte er für Zelvia 24 Ligaspiele. Nach einem Jahr wechselte er im Januar 2022 zum Drittligisten SC Sagamihara

### Nationalmannschaft
2006 debütierte Hiroki Mizumoto für die japanische Fußballnationalmannschaft. Er hat insgesamt sieben Länderspiele für  Japan absolviert.

## Erfolge
JEF United Chiba
- J.League Cup: 2005, 2006

Gamba Osaka
- AFC Champions League: 2008
- Kaiserpokal: 2008

Sanfrecce Hiroshima
- J. League

Meister: 2012, 2013, 2015
Vizemeister: 2018
- J.League Cup

Finalist: 2014
- Kaiserpokal

Finalist: 2013
- Supercup: 2013, 2014, 2016

## Auszeichnungen
- J1 League Fairplay-Preis: 2014